# The Woman in the Window (2021)
The Woman in the Window is een Amerikaanse mysterythriller uit 2021 onder regie van Joe Wright. De film is gebaseerd op de roman The Woman in the Window van A.J. Finn. De hoofdrollen worden vertolkt door Amy Adams, Gary Oldman, Anthony Mackie, Fred Hechinger, Wyatt Russell, Brian Tyree Henry, Jennifer Jason Leigh en Julianne Moore.

## Verhaal
Een agorafobische kinderpsychologe wordt plotseling getuige van een misdrijf wanneer haar nieuwe buren hun intrek nemen. 

## Rolverdeling
| Acteur               | Personage         |
| -------------------- | ----------------- |
| Amy Adams            | dr. Anna Fox      |
| Julianne Moore       | Katie             |
| Gary Oldman          | Alistair Russell  |
| Brian Tyree Henry    | detective Little  |
| Wyatt Russell        | David Winter      |
| Jennifer Jason Leigh | Jane Russell      |
| Anthony Mackie       | Ed Fox            |
| Fred Hechinger       | Ethan Russell     |
| Mariah Bozeman       | Olivia Fox        |
| Jeanine Serralles    | detective Norelli |
| Liza Colón-Zayas     | Bina              |
| Tracy Letts          | dr. Landy         |

## Productie

### Ontwikkeling
In september 2016 kocht Fox 2000 de distributierechten van de roman The Woman in the Window van A.J. Finn. Twee jaar later raakte bekend dat Joe Wright de regierol op zich zou nemen en dat Tracy Letts het scenario zou schrijven. Een maand later werd Amy Adams gecast. In juli 2018 werden ook Julianne Moore, Wyatt Russell, Gary Oldman en Brian Tyree Henry aan het project toegevoegd.

### Opnames
De opnames gingen op 6 augustus 2018 van start in New York en eindigden op 30 oktober 2018.

## Release en ontvangst
De film zou oorspronkelijk in première gaan op 4 oktober 2019.  Echter, werd de film uitgesteld naar een onbekende datum in 2020 door Walt Disney Studios Motion Pictures wegens een slecht ontvangen testscreening. Op 9 augustus werd de premièredatum vastgesteld op 15 mei 2020 in de Verenigde Staten. In maart 2020 werd de releasedatum alsnog verplaatst naar een nader te bepalen datum in 2020 wegens de coronapandemie. Op 3 augustus 2020 raakte bekend dat Netflix de distributierechten van 20th Century Studios had overgenomen. Op 14 mei 2021 ging de film in première op de streamingdienst.
De eerste trailer verscheen op 19 december 2019.
De film kreeg overwegend negatieve recensies van de Amerikaanse filmpers. Op Rotten Tomatoes heeft The Woman in the Window een waarde van 27% en een gemiddelde score van 4,9/10, gebaseerd op 95 recensies. Op Metacritic heeft de film een gemiddelde score van 39/100, gebaseerd op 30 recensies.